# Sollerup (Sydslesvig)
Sollerup er en landsby og kommune beliggende ved Jerrisbæks udmunding i Trenen på gesten i Sydslesvig. Administrativt hører kommunen under Slesvig-Flensborg kreds i den tyske delstat Slesvig-Holsten. Kommunen samarbejder på administrativt plan med andre kommuner i omegnen i Eggebæk kommunefællesskab (Amt Eggebek). Den omfatter Jersbæk (tysk Jerrisbek), Solbro (Sollbrück), Sollerup Mølle (Sollerupmühle) og Visbøl (Wiesbüll). I kirkelig henseende hører Sollerup under Jørl Sogn (Hjørdel Sogn). Sognet lå i Ugle Herred (Flensborg Amt), da Slesvig var dansk indtil 1864.
Sollerup er første gang nævnt 1406 som Soldorpe. Byen opstod, hvor Angelbovejen krydser Trenen ved et vadested. Stednavnet er sammensat af *sol for et mose- eller sumpområde og -rup for en udflytterlandsby (torp). I omegnen er der flere stednavne med sol som Solved eller Solbro - måske er Sol her et tidligere egns- eller landskabsbetegnelse eller et tidligere navn på Trenen. 
På Trenens modsatte bred ligger den statsejede 300 ha store Byskov (Büschauer Forst)